# Copestylum vacuum
Copestylum vacuum är en tvåvingeart som först beskrevs av Fabricius 1775.  Copestylum vacuum ingår i släktet Copestylum och familjen blomflugor. Inga underarter finns listade i Catalogue of Life.